# Temporada 1974-1975 del Liceu
Durant la temporada 1974-1975 se celebrà el centenari de l'estrena de la Carmen de Georges Bizet. Joan Antonio Pàmias, l'empresari del Liceu, va programar 4 funcions d'aquesta emblemàtica partitura, amb quatre repartiments diferents. Com a curiositat, la Carmen del 25 de desembre fou la darrera òpera que interpretaria Richard Tucker, ja que va morir el 8 de gener de 1975 d'un atac de cor.
| Temporada 1974-1975 del Liceu |                          |                        |                      | |           |                               |
| Òpera                         | Compositor               | Director musical       | Director d'escena    | Papers principals | Producció | Dates                         |
| Falstaff                      | Giuseppe Verdi           | Herbert Handt          |                      | Enric Serra, Michele Le Bris, Ángeles Chamorro, Nuccio Saetta, Fedora Barbieri, Josep Ruiz, Ferrucio Mazzoli, José Manzaneda, Cornell MacNeil, Trinidad Paniagua                                                                              |           | novembre                      |
| La forza del destino          | Giuseppe Verdi           |                        |                      | Vicenç Sardinero, Pedro Lavirgen |           |                               |
| La Dolores                    | Tomás Bretón             |                        |                      | Vicenç Sardinero, Pedro Lavirgen |           |                               |
| La Bohème                     | Giacomo Puccini          | Gerardo Pérez Busquier |                      | Jaume Aragall, Vicenç Sardinero |           |                               |
| Manon                         | Jules Massenet           |                        |                      | Jaume Aragall |           |                               |
| La juive                      | Camille Saint-Saëns      | Anton Guadagno         |                      | Richard Tucker, Michèle Le Bris, Pierre Thau, Gene Bullard, Ana Maria Miranda |           | desembre                      |
| Carmen                        | Georges Bizet            | Paul Ethuin            | Dídac Monjo          | Rosalind Elias/Joyce Davidson/Ielena Obraztsova/Grace Bumbry, Richard Tucker/Gilbert Py/Plácido Domingo/Pedro Lavirgen, Franco Bordoni/Stojan Popov/Justino Díaz/Felice Schiavi, Faye Robinson/Gabriella Novielli/Maria Fleta/Carme Hernández |           | 25 de desembre al 30 de gener |
| La Juive                      | Jacques Fromental Halévy |                        |                      | Richard Tucker, Pierre Thau, Ana Maria Miranda, Gene Bullard, Michèle le Bris |           | 14 de desembre                |
| I vespri siciliani            | Giuseppe Verdi           | Eve Queler             |                      | Montserrat Caballé, Plácido Domingo, Franco Bordoni, Joan Pons |           | 28 de desembre al 5 de gener  |
| Madama Butterfly              | Giacomo Puccini          | Carlo Felice Cillario  | Dídac Monjo          | Teresa Kubiak, Eva Borsatti, Cecília Fondevila, Gaetano Scano, Vicenç Sardinero, Dídac Monjo, Enno Mucchiutti, Joan Pons, Rafael Campos |           | 21, 23 març                   |
| Tosca                         | Giacomo Puccini          |                        |                      | Jaume Aragall, Gilda Cruz-Romo |           |                               |
| Doña Francisquita             | Amadeu Vives             | Plácido Domingo        |                      | Ángeles Chamorro, Evelio Esteve |           | 11 de gener                   |
| Don Giovanni                  | Wolfgang Amadeus Mozart  | Anton Guadagno         | Alejandro Ulloa      | Nicolai Ghiuselev, Stefan Elenkov, Montserrat Caballé, Marcia Liebman, Eduard Giménez, Wladimiro Ganzarolli, Enric Serra, Ángeles Chamorro |           | 14 al 19 de gener             |
| Elektra                       | Richard Strauss          | Hans Walter Kämpfel    | Werner Michael Esser | Ursula Boese, Danica Mastilović, Leslie Johnson, Fritz Uhl, Øystein Liltved, Joan Pons, Josep Ruiz, Rafael Campos, Cecília Fondevila, Evelia Marcote, Sílvia Gasset, Margarita Goller, Lolita Torrentó, Carme Hernández                       |           | 18, 21, 24 gener              |
| Macbeth                       | Giuseppe Verdi           |                        | Versió de concert    | Pedro Lavirgen |           |                               |
| Il matrimonio segreto         | Domenico Cimarosa        | Sergio Massaron        |                      | Edith Martelli, Eduardo Giménez, Cecilia Fusco, Alfredo Giacomotti, Stella Silva, Alfredo Mariotti |           | febrer                        |